# منتخب الشيشان لكرة القدم
منتخب الشيشان الوطني لكرة القدم هو ممثل الشيشان الرسمي في المنافسات الدولية في كرة القدم في فئة كرة القدم للرجال.